# Castiello de Lerés
Castiello de Lerés – miejscowość w Hiszpanii, w Aragonii, w prowincji Huesca, w comarce Alto Gállego, w gminie Sabiñánigo.
Według danych INE z 1999 roku miejscowość zamieszkiwało 5 osób. Wysokość bezwzględna miejscowości jest równa 740 metrów.